# Shaoxing (wino ryżowe)
Shaoxing – marka chińskich win ryżowych z rodzaju huangjiu o zawartości alkoholu 15–20%. Wytwarzane jest od ponad 2000 lat w mieście Shaoxing w prowincji Zhejiang. Ma ciemny bursztynowy kolor. Podstawowym surowcem do wyrobu trunku jest ryż kleisty. Często podaje się je lekko podgrzane.
Wina te zyskały wielką popularność za czasów Południowej dynastii Song, kiedy trafiły na stoły urzędującego w niedalekim Hangzhou dworu cesarskiego. W późniejszych wiekach smakoszem shaoxing był Kangxi, który sprowadził do Pekinu specjalistów od jego wyrobu. Najważniejsze gatunki pochodzące z Shaoxing to Yuanhong jiu, wytrawne, lekko gorzkie; aromatyczne i wielokrotnie nagradzane Shaoxing Jiafan jiu; oraz słodkie i mocne (do 24% cukru i 20% alkoholu) – Xiangxue jiu.
Stosowane jest także powszechnie w kuchni chińskiej do doprawiania potraw; niektóre gatunki ze względu na swój słony smak nie nadają się do bezpośredniego picia.